# Targówek
Targówek är ett distrikt i nordöstra Warszawa. Distriktet har en yta på 24,37 km² och ungefär 124 000 invånare.
Targówek gränsar till Praga Północ i väst, Białołęka i norr, Rembertów, Ząbki och Marki i öst samt Praga Południe i söder.